# Trolejbusová doprava v Poznani
V polském městě Poznani byla 40 let v provozu malá síť trolejbusové dopravy.
První trolejbusy vyjely do poznaňských ulic 12. února 1930 v trase Śródka – Wiejska. Pokud nepočítáme přibližně roční, tzv. historický provoz ve Vratislavi v letech 1912 a 1913, byla poznaňská trať prvním trolejbusovým systémem na území dnešního Polska. V letech 1939 – 1944 vznikly další dvě tratě (do ulice Warszawską a v západní části města k vojenskému letišti). Po ukončení války byly v období březen 1946 až srpen 1947 všechny tři tratě obnoveny. V roce 1948 byla zprovozněna v pořadí již čtvrtá trolejbusová linka, ta obdržela písmeno T (ostatní byly označeny U, W a Z), o dva roky později jezdily trolejbusy již na pěti linkách (nově také S). K použití číselného označení bylo přistoupeno roku 1954, kdy některé linky byly spojeny, jiné prodlouženy na nově postavené úseky, takže v Poznani bylo v provozu 6 (101 – 106) a za krátko již sedm (až po číslo 107) trolejbusových linek. V 50. letech byly do Poznaně dodány také československé vozy Škoda 8Tr.
Rušení trolejbusových tratí bylo zahájeno na konci 50. let, kdy linka 105 byla nahrazena nově postavenou tramvajovou tratí. O definitivním konci poznaňských trolejbusů, které měly být nahrazeny autobusy, rozhodlo městské zastupitelstvo v roce 1966. Provoz poslední linky, č. 103, byl ukončen 29. března 1970.